# مروحيات إم دي
مروحيات إم دي (بالإنجليزية: MD Helicopters)‏ هي شركة تنتج المروحيات للأغراض المدنية، وأصبحت منذ 1984 شركة تابعة لشركة صناعة الطائرات العالمية ماكدونلد دوجلاس.

## بعض مروحيات إم دي

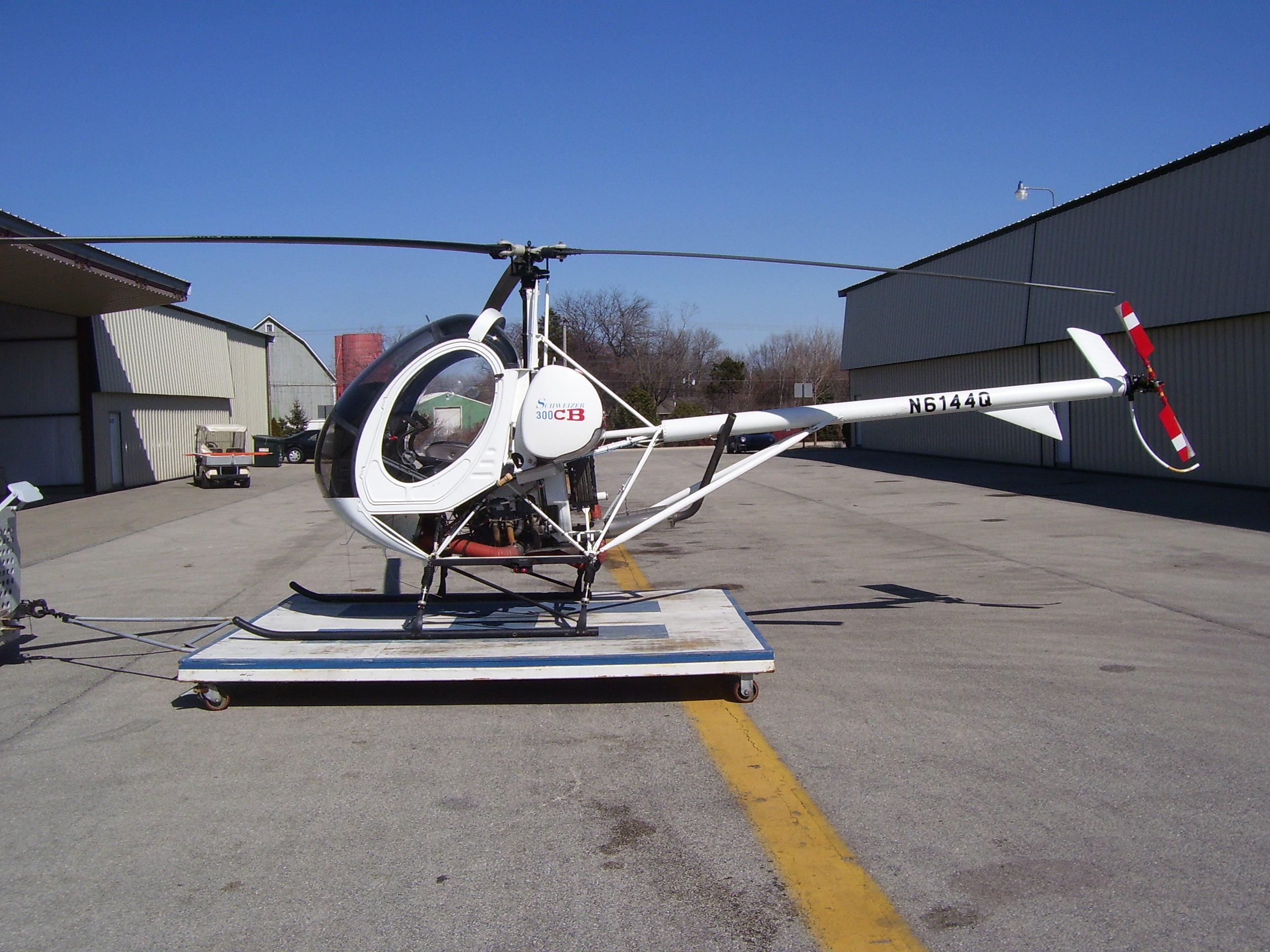
موديل هيوز 269 لعام 1950.

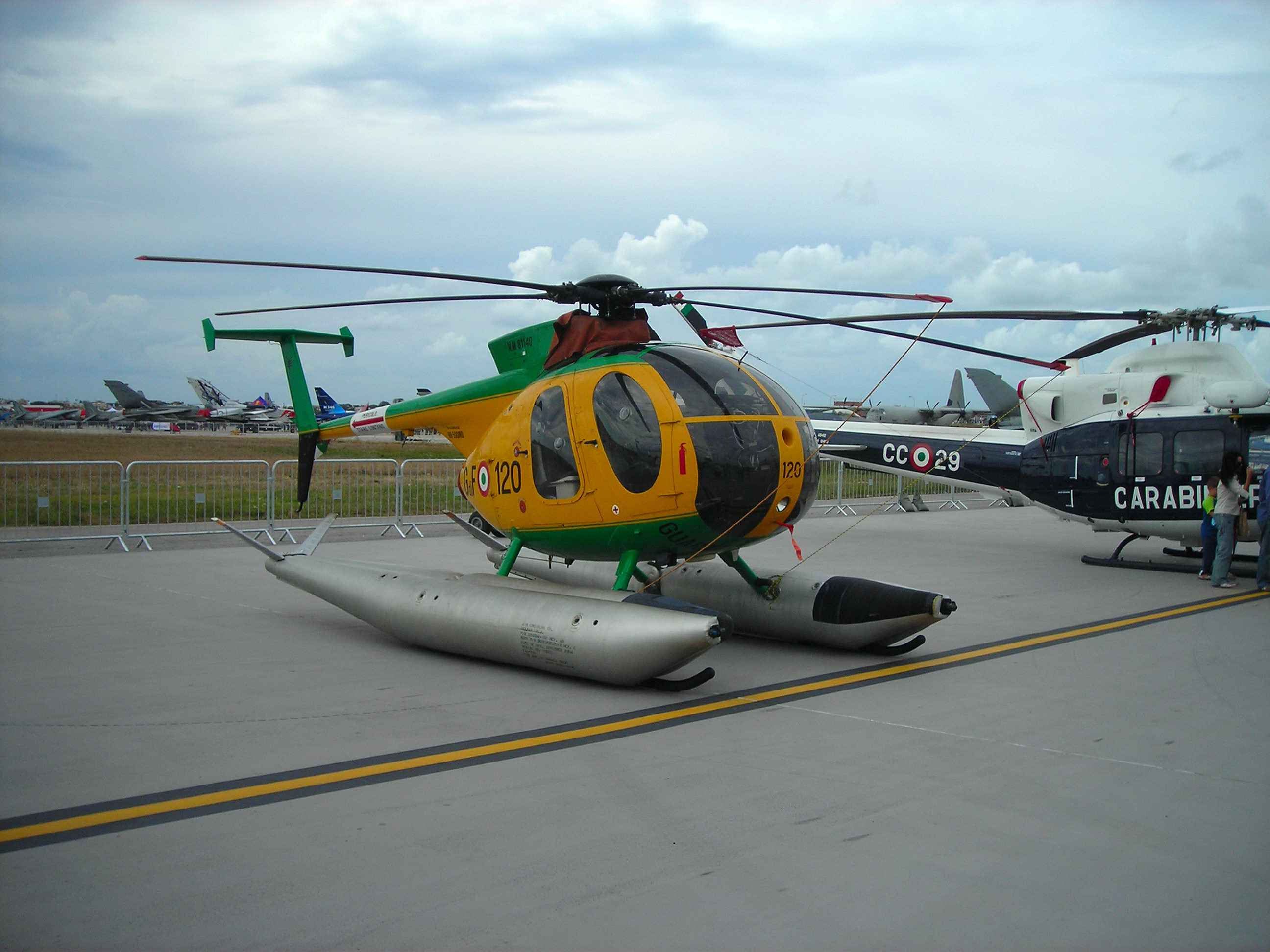
نوع إم دي 500.

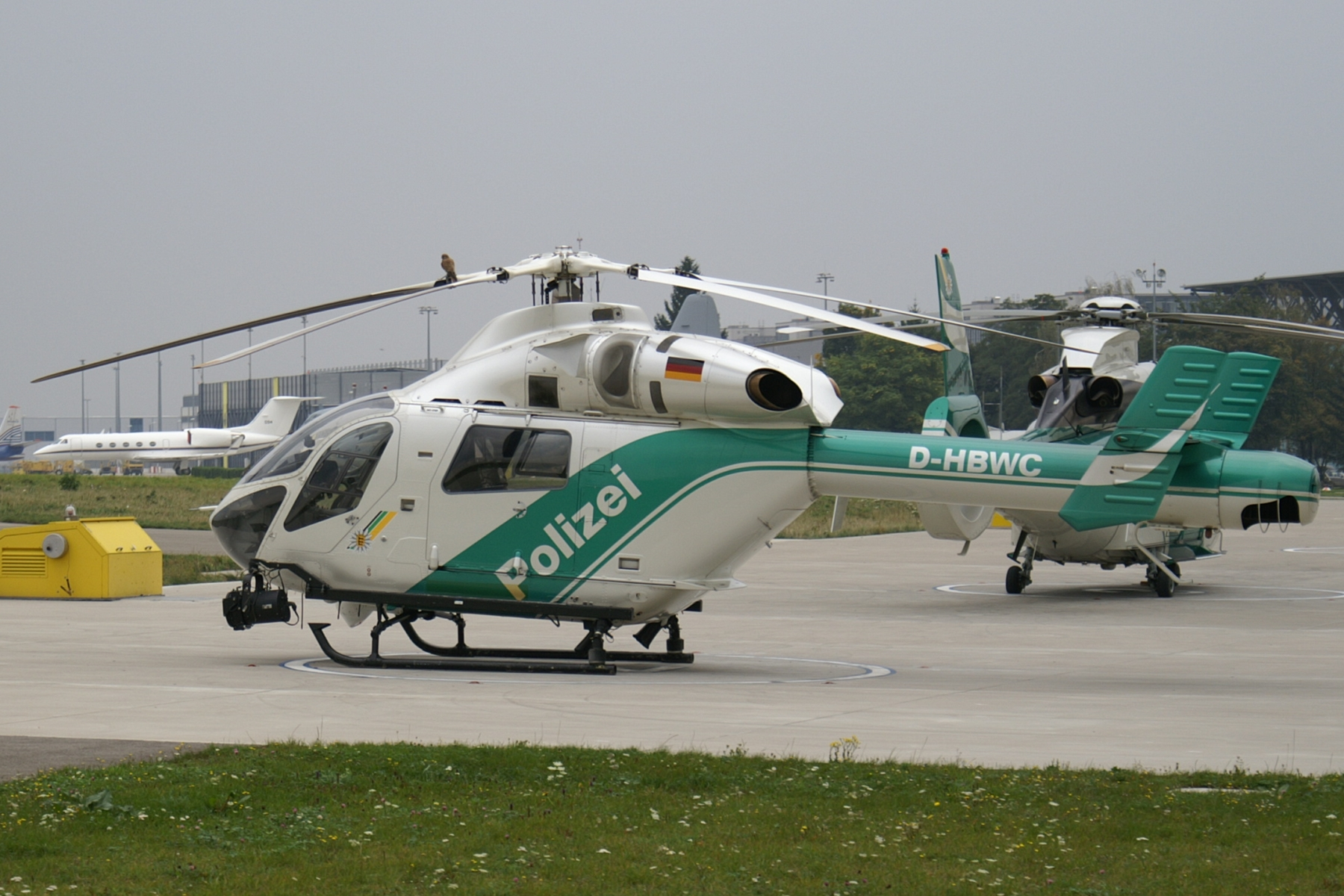
إم دي 902 التي يستخدمها البوليس الألماني.)

## من منتجات شركة إم دي
(Under both McDonnell Douglas and MD Helicopters)
- إم دي 500
- إم دي 520
- إم دي 530
- إم دي 600
- إم دي إكسبلورر

(Under McDonnell Douglas only)
- إيه إتش-64 أباتشي - Retained by Boeing in 1998.